# Columbus Quest 1996-1997
La stagione 1996-97 delle Columbus Quest fu la 1ª nella ABL per la franchigia.
Le Columbus Quest arrivarono prime nella Eastern Conference con un record di 31-9. Nei play-off vinsero la semifinale con le San Jose Lasers (2-0), vincendo poi il titolo battendo nella finale ABL le Richmond Rage (3-2).

## Roster
| N° | Naz.                   | Ruolo | Sportivo           | Anno | Alt. | Peso |
| -- | ---------------------- | ----- | ------------------ | ---- | ---- | ---- |
|    | Stati Uniti (bandiera) | AC    | Cass Bauer         | 1972 | 193  | 82   |
|    | Stati Uniti (bandiera) | C     | La'Shawn Brown     | 1972 | 191  | 82   |
|    | Stati Uniti (bandiera) | G     | Tonya Edwards      | 1968 | 178  | 73   |
|    | Stati Uniti (bandiera) | G     | Shannon Johnson    | 1974 | 170  | 69   |
|    | Stati Uniti (bandiera) | A     | Andrea Lloyd       | 1965 | 188  | 79   |
|    | Stati Uniti (bandiera) | G     | Nikki McCray       | 1971 | 180  | 72   |
|    | Stati Uniti (bandiera) | AC    | Carol Ann Shudlick | 1972 | 183  |      |
|    | Stati Uniti (bandiera) | GA    | Katie Smith        | 1974 | 180  | 79   |
|    | Stati Uniti (bandiera) | AC    | Valerie Still      | 1961 | 185  | 78   |
|    | Stati Uniti (bandiera) | A     | Shanele Stires     | 1972 | 180  | 94   |
|    | Stati Uniti (bandiera) | G     | Sonja Tate         | 1971 | 167  | 71   |

## Staff tecnico
Allenatore: Brian Agler